# Mike Callihan
Michael C. „Mike“ Callihan (* 7. August 1947 in Spokane, Washington) ist ein US-amerikanischer Politiker. Zwischen 1987 und 1994 war er Vizegouverneur des Bundesstaates Colorado.

## Werdegang
Mike Callihan absolvierte die Regis High School in Denver und studierte danach am Western State College in Gunnison. Er diente in der United States Navy und war anschließend als privater Geschäftsmann tätig. Gleichzeitig schlug er als Mitglied der Demokratischen Partei eine politische Laufbahn ein. Zwischen 1979 und 1983 saß er als Abgeordneter im Repräsentantenhaus von Colorado; von 1983 bis 1987 gehörte er dem Staatssenat an.
Im Jahr 1986 wurde Callihan an der Seite von Roy Romer zum Vizegouverneur des Staates Colorado gewählt. Dieses Amt bekleidete er zwischen 1987 und 1994. Dabei war er Stellvertreter des Gouverneurs. 1992 kandidierte er für den Kongress, unterlag aber dem Republikaner Scott McInnis.